# 보헤미안 클럽

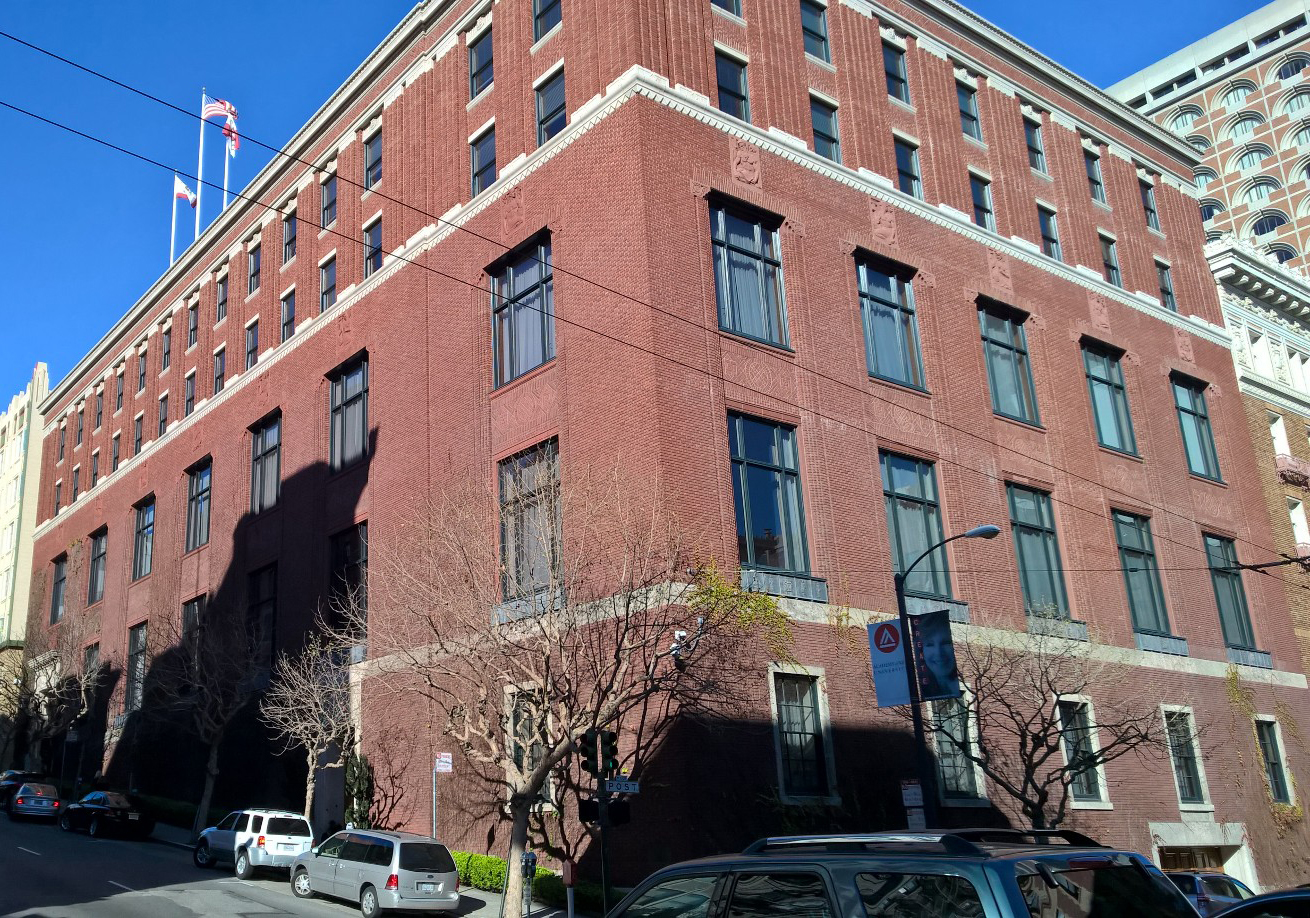

보헤미안 클럽(Bohemian Club)는 남성들로만 이루어진 미국의 사교 모임이다. 1872년 설립되었으며, 보헤미안 그로브에서 여러 가지 의식을 행하곤 한다.

## 같이 보기
- 삼극위원회